# Anosia semialbinus
Anosia semialbinus är en fjärilsart som beskrevs av Embrik Strand 1910. Anosia semialbinus ingår i släktet Anosia och familjen praktfjärilar. Inga underarter finns listade i Catalogue of Life.